# La Primavera
La Primavera è un comune della Colombia facente parte del dipartimento di Vichada.
Il centro abitato venne fondato da Raimundo Cruz nel 1959, mentre l'istituzione del comune è del 13 aprile 1987.